# Three Women (série télévisée)
Three Women est une série télévisée américaine diffusée depuis le 13 septembre 2024 sur Starz.
Il s'agit de l'adaptation du roman Three Women (en) de l'autrice américaine Lisa Taddeo (en), publié en 2019.
Cette série est inédite dans tous les pays francophones.

## Synopsis
Un groupe de femmes est sur le point de changer radicalement leur vie.

## Distribution
Sauf indication contraire, les informations mentionnées dans cette section peuvent être confirmées par les bases de données cinématographiques IMDb et Allociné,  présentes dans la section « Liens externes ».

### Acteurs principaux
- Shailene Woodley : Gia
- DeWanda Wise : Sloane
- Betty Gilpin : Lina
- Gabrielle Creevy (en) : Maggie
- Blair Underwood : Richard
- John Patrick Amedori : Jack

### Acteurs secondaires
- Ravi Patel : Dr Henry
- Austin Stowell : Aidan
- Lola Kirke : Lily
- Jason Ralph : Aaron Knodel
- Blair Redford : Will
- Jess Gabor : Billie
- Brían F. O'Byrne : Mark Wilkin
- Heather Goldenhersh : Arlene Wilkin
- Zane Pais : David Wilkin
- Tony D. Head : Stephen

## Production
La série a été initialement développée pour Showtime en 2019,. Le casting principal débute en juillet 2021.
En janvier 2023 lors de l'annonce de l'intégration de Showtime dans Paramount+, Showtime décide de ne pas diffuser la série et est récupérée deux mois plus tard par Starz.

## Épisodes
1. Three Women
2. Lina
3. Sloane
4. Maggie
5. Gia
6. Climax
7. Two Women
8. Twilight
9. Sex on Drugs
10. Her Name